# Stollen Bahnlinie Kassel-Altenbeken
Stollen Bahnlinie Kassel-Altenbeken este o arie protejată (arie specială de conservare — SAC, sit de importanță comunitară — SCI) din Germania întinsă pe o suprafață de 0,21 ha, integral pe uscat.

## Localizare
Centrul sitului Stollen Bahnlinie Kassel-Altenbeken este situat la coordonatele 51°40′41″N 8°58′27″E / 51.6781°N 8.9742°E.

## Înființare
Situl Stollen Bahnlinie Kassel-Altenbeken a fost declarat sit de importanță comunitară în martie 2001 pentru a proteja 2 specii de animale. Situl a fost protejat și ca arie specială de conservare în martie 2002.

## Biodiversitate
Situată în ecoregiunea continentală, aria protejată nu include niciun habitat protejat.
La baza desemnării sitului se află mai multe specii protejate de  mamifere (2): liliac de iaz (Myotis dasycneme), liliac comun (Myotis myotis).
Pe lângă speciile protejate, pe teritoriul sitului au mai fost identificate 2 specii de mamifere.